# Викривлення крил

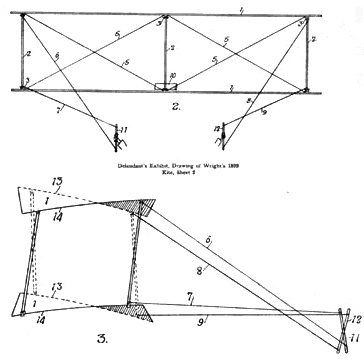
Схема повітряного змія братів Райт 1899 року, що показує кріплення крил і струни, прикріплені до ручних важелів, які використовуються для викривлення крила під час польоту.

Птахи явно застосовують викривлення крил для досягнення керування польотом. Це справило значний вплив на перших авіаконструкторів. Брати Райт були першими, хто використав спосіб викривлення крила. Їхній перший літак наслідував політ і вигляд крил птаха.
 

## Загальне
1900 року, Вілбур Райт писав: «...мої спостереження за польотом птахів переконують мене, що птахи використовують більш позитивні та дієві способи відновлення рівноваги, ніж зміщення центру інерції... вони відновлюють свою бічну рівновагу... шляхом кручення кінчиків крил. Якщо задній край правого кінчика крила скручується вгору, а лівий — донизу, птах стає рухомим вітряком і миттєво починає обертатися, а лінія від його голови до хвоста є віссю».
Отож викривлення крила, було раннім способом бічного (кренового) керування літаком з суцільним крилом, або повітряним змієм. Ця техніка, яку використовували та запатентували брати Райт, складалася з системи шківів і тросів для скручування задніх крайок крил у протилежних напрямках. Багато в чому цей підхід схожий на той, що застосовується для покращення властивостей паперового літачка, шляхом скручування паперу в задній частині його крил.
Із досвіду, оскільки більшість проєктів з викривленням крил, пов'язано з вигином елементів будови крила, це важко контролювати, тож може викликати руйнування конструкції. Елерони почали замінювати викривлення крила, як найбільш поширений засіб досягнення керування боковим рухом — ще 1911 року, особливо в конструкціях біпланів. Крила монопланів того часу, були набагато гнучкішими і більш сприйнятливими до викривлення крила — але навіть для монопланів, елерони стали звичним явищем, вже після 1915 року.
Керування бічним рухом (крен) в перших літаках було, в кращому разі, проблематичним. Надмірно гнучке, мимоволі скручуване крило, може викликати безладне качання літака, але, що ще гірше, воно може перетворити спроби корекції, чи то викривленням крила чи елеронами, на ефект протидії «сервокомпенсатора». Щойно це було повністю усвідомлено, будови крил стали поступово більш жорсткими, що цілком усунуло явище викривлення крила — і літак став набагато більш керованим в бічній площині.
Сучасні технології дозволили науковцям переглянути концепцію деформації крил (також відомої як трансформовані крила).

## Сучасна переоцінка
Морфінг крила – це сучасний розвиток викривлення крила, коли аеродинамічна форма крила, змінюється під керуванням комп’ютера. Дослідження в цій галузі переважно проводяться NASA, наприклад, з Mission Adaptive Wing (MAW), яке випробовується з 1985 року на General Dynamics–Boeing AFTI/F-111A Aardvark. 
Багато великих компаній та науковців працюють над розробкою морфуючих крил. NASA працює над розробкою змінюваного крила, виготовленого з комірок, які будуть скручуватися, наслідуючи птахів. Комірки, які NASA використовує для побудови такого крила, – це невеликі чорні модулі, що складаються з вуглецевого волокна. Наразі NASA зосереджується на безпілотних літальних апаратах. 
Привабливість крил, що змінюють форму, полягає в беззазорній та гладенькій природі результуючої геометрії. На відміну від звичайних авіаційних крил, які покладаються на окремі, рухомі частини (елерони, закрилки, передкрилки...) для досягнення змін своєї форми – отже й своїх аеродинамічних властивостей – крила що змінюються, досягають цих геометричних змін за допомогою безперервних викривлень власної зовнішньої поверхні. Відсутність дискретних змін кривизни та зазорів, може зменшити опір форми крила, тим самим підвищуючи його аеродинамічну ефективність. Ця властивість робить адаптивні крила добре пристосованими для роботи в різних експлуатаційних умовах, оскільки вони здатні якнайкраще пристосувати свою форму, та в такий спосіб мінімізувати результуючий опір.